# Christophe Beck
Christophe Beck (* 1968 Montréal, Québec) je kanadský filmový a televizní hudební skladatel. Ve svých pěti letech začal hrát na klavír a během studií na střední škole hrál ještě na saxofon a bicí. V devadesátých letech začal skládat hudbu pro filmy. Do širšího povědomí se dostal až v roce 2000 filmem Bravo, girls!. Později složil hudbu pro mnoho filmů, mezi které patří Dvanáct do tuctu (2005), Mejdan v Las Vegas (2008), Pařba ve Vegas (2009), Ladíme! (2012) nebo Ledové království (2013).
V roce 1998 získal cenu Emmy za hudbu v epizodě „Proměna (1. část)“ seriálu Buffy, přemožitelka upírů, na kterém se podílel v letech 1997–2001.